# Mimastracella vietnamica
Mimastracella vietnamica es una especie de insecto coleóptero de la familia Chrysomelidae.
Fue descrita científicamente en 2002 por Lopatin.